# Spermacoce berteroana
Spermacoce berteroana är en måreväxtart som beskrevs av Howard. Spermacoce berteroana ingår i släktet Spermacoce och familjen måreväxter. Inga underarter finns listade i Catalogue of Life.